# Baby Snakes
Baby Snakes je koncertní film Franka Zappy, nahraný v roce 1977 v Palladium Theater v New York City. Obsahuje animace Bruce Bickforda. Film vyšel 21. prosince 1979 a trvá 166 minut.